# Adolf Wagner
Adolf Wagner   (Essen, 27 de juny de 1911 - Essen, 9 d'abril de 1984) fou un aixecador alemany que va competir entre les dècades de 1930 i 1950.
El 1936 va prendre part en els Jocs Olímpics de Berlín, on guanyà la medalla de bronze en la modalitat del pes mitjà.
En el seu palmarès també destaca una medalla de plata al Campionat del món d'halterofília de 1937 i una d'or al de 1938. Guanyà els títols nacionals de 1934, 1936, 1938, 1941, 1949, 1951 i 1952.